# Canal La Trujillana
El canal La Trujillana es un estrecho marino del sur del Perú, que conecta la bahía de la Independencia con el océano Pacífico. Se encuentra ubicado en la costa de la provincia de Pisco, en el departamento de Ica, dentro de los límites de la Reserva nacional de Paracas. 
El canal tiene aproximadamente una anchura de 8,95 km, que se extiende en dirección noroeste-sureste, entre la punta Carretas y el norte de la isla Independencia, alcanzando profundidades entre 80 a 90 metros. Es, junto al canal Serrate, uno de los dos accesos hacia el interior de la bahía de la Independencia. Es el más profundo y amplio, por lo que la mayor parte de las embarcaciones que entran o salen de la bahía, lo hacen por este canal.
Desde el Pacífico penetra en el canal La Trujillana una corriente continua, que tiende a retornar hacia el canal, lo que genera condiciones favorables a procesos de  afloramiento en la zona norte de la bahía Independencia.
El canal La Trujillana obtiene su nombre en recuerdo al naufragio que tuvo lugar allí en el siglo XIX de los buques de transporte Trujillana y Dardo que transportaban tropas a Pisco, y que habiendo entrado por equivocación a la bahía Independencia, naufragaron, pereciendo gran parte de la tropa que iba a bordo de la Trujillana.